# Cameron Smith
Cameron Smith (ur. 11 grudnia 1993) – szkocki curler i rolnik, uczestnik igrzysk olimpijskich 2018.
Jest otwierającym w drużynie Kyle'a Smitha.

## Życie prywatne
Cameron Smith jest synem curlera Davida Smitha, mistrza świata z 1991. Jego brat Kyle oraz siostra Mili również zostali curlerami i reprezentowali Wielką Brytanię na arenie międzynarodowej. Cameron studiował rolnictwo na Scotland's Rural College w Edynburgu.

## Wyniki
- igrzyska olimpijskie
  - Pjongczang 2018 – 5. miejsce
- mistrzostwa Europy
  - 2015 – 5. miejsce
  - 2017 – 2. miejsce
- mistrzostwa świata juniorów
  - 2014 – 2. miejsce